# Zuphium delectum
Zuphium delectum är en skalbaggsart som beskrevs av Max Liebke. Zuphium delectum ingår i släktet Zuphium och familjen jordlöpare. Inga underarter finns listade i Catalogue of Life.